# Tregellasia leucops
La petroica cariblanca (Tregellasia leucops) es una especie de ave paseriforme de la familia Petroicidae propia de Nueva Guinea y el noreste de Australia.

## Subespecies
- Tregellasia leucops albifacies
- Tregellasia leucops albigularis
- Tregellasia leucops auricularis
- Tregellasia leucops heurni
- Tregellasia leucops leucops
- Tregellasia leucops mayri
- Tregellasia leucops melanogenys
- Tregellasia leucops nigriceps
- Tregellasia leucops nigroorbitalis
- Tregellasia leucops wahgiensis